# Martin-Klauer-Weg
In der Weimarer Parkvorstadt im Bereich der Großmutterleite in der Gartenstadtsiedlung Großmutter gibt es den Martin-Klauer-Weg, benannt nach dem Bildhauer des Klassischen Weimar Martin Gottlieb Klauer, von dem noch heute zahlreiche Spuren seines Wirkens in Weimar zu finden sind. Der Straßenzug verläuft von der Webichtallee, kreuzt die Großmutterleite und endet in dem Hellerweg in einer Kurve, nachdem er selbst in einer Rechtskurve ausläuft. Er ist eine Anliegerstraße.
Der gesamte Martin-Gottlieb-Klauer-Weg steht auf der Liste der Kulturdenkmale in Weimar (Sachgesamtheiten und Ensembles). Auf der Liste der Kulturdenkmale in Weimar (Einzeldenkmale) ist allerdings kein Objekt verzeichnet. Die Gebäude sind aus den 1920er und 30er Jahren im Stile des Art déco. Die gesamte Siedlung einschließlich des Martin-Klauer-Weges wurde für Beamte errichtet.